# Прапор Бельгії
Держа́вний пра́пор Бе́льгії Королівства Бельгії складається з чорної, жовтої й червоної доземних смуг. Чорний колір символізує силу, жовтий означає зрілість, повність сили, що їх досягають мудрістю. Червоний — символ перемоги, досягнутої внаслідок виявленої хоробрості, мужності й жертовності.
Державний (громадянський) прапор Бельгії являє собою прямокутне полотнище з співвідношенням сторін 13:15, які складаються з трьох рівновеликих вертикальних смуг — чорної, жовтої та червоної. Ці кольори традиційно були кольорами Брабантського герцогства.
Форма основана на формі прапора Франції, хоча походження пропорцій невідомо. Дата затвердження — 23 січня 1831 року. Вигляд прапора закріплено статтею № 193 бельгійської конституції, одначе там приведений зворотний прийнятому зараз порядок кольорів (тобто — червоний, жовтий, чорний).
Бельгійський прапор був важливим символом під час бельгійської революції та війни за незалежність 1830 року, однак виглядав він дещо інакше ніж затверджений пізніше варіант: прапор мав три горизонтально розміщені смуги (звгори до низу — червоний, чорний, жовтий) та був більш витягнутим по формі. Подібний прапор, теж горизонтальний, червоно-жовто-чорний (згори-донизу) був символом невдалого повстання проти австрійського ярма у 1789 році.
Громадянський прапор також використовується бельгійською армією (крім флоту).

## Дизайн і технічні характеристики
В офіційному посібнику з протоколу в Бельгії зазначено, що висота національного прапора становить 2,6 м на кожні 3 м ширини,у співвідношенні 13:15. Кожна зі смуг становить одну третину ширини прапора. Жовтий колір насправді жовтий, а не темніший золотого в прапорі Німеччини, який є чорно-червоно-золотим триколором із горизонтальними смугами.
| Кольорова схема | Чорний    | Жовтий     | Червоний  |
| --------------- | --------- | ---------- | --------- |
| Pantone         | Black     | Yellow 115 | Red 32    |
| CMYK            | 0-0-0-100 | 0-6-87-0   | 0-86-63-0 |
| RGB             | 0-0-0     | 253-218-36 | 239-51-64 |
| HEX             | #000000   | #FDDA24    | #EF3340   |

|                     |
| Конструкція прапора |